# Analogi gonadoliberyny
Analogi gonadoliberyny – grupa leków stosowanych w ginekologii i onkologii do hamowania pulsacyjnego uwalniania gonadoliberyny. Wiążą się one z receptorami w przednim płacie przysadki, hamując wydzielanie lutropiny i folikulotropiny. Specyfiki z tej grupy wywołują farmakologiczną (całkowicie odwracalną) kastrację. Leki te znajdują zastosowanie w leczeniu hormonozależnej odmiany raka sutka (z obecnością receptorów estrogenowych i progesteronowych) w komórkach guza u kobiet przed menopauzą, raka stercza, endometriozy, mięśniaków macicy, przedwczesnego pokwitania pochodzenia ośrodkowego.
Należą tu dwie podgrupy leków:
- antagonisty gonadoliberyny(inne języki) (cetroreliks, ganireliks(inne języki), abareliks(inne języki), degareliks(inne języki))
- agonisty gonadoliberyny(inne języki) (leuprorelina, buserelina(inne języki), nafarelina(inne języki), histrelina(inne języki), goserelina, deslorelina(inne języki)).